# Еладан (кратер)
Кратер Еладан (англ. Craters Elathan) — метеоритний кратер на Європі, супутнику Юпітера.

## Характеристики
Утворився на місці падіння на поверхню супутника Європа космічного метеорита, якого притягнув у свою орбіту масивний Юпітер. Внаслідок чого сформувався ударний кратер з діаметром 2,5 кілометра. Центр кратера розташовано за координатами 31.9° пд. ш., та 79.8° зх. д.
Вперше про льодовий кратер довідалися у 2000 році, після дослідження поверхні супутника телескопами з Землі. Названий на ім'я бога Еладан, сина бога Місяця й короля Фоморії за кельтською міфологією.